# Annweiler Forsthaus
Das Annweiler Forsthaus alternativ Forsthaus Annweiler ist ein Wohnplatz, der zur Kleinstadt Annweiler am Trifels gehört.

## Geographie
Der Ort liegt inmitten der Frankenweide innerhalb einer Waldexklave von Annweiler am Trifels. Im näheren Einzugsgebiet verläuft der Eiderbach, ein linker Nebenfluss des Wellbach. Ebenso befindet sich in der Nähe der Kirschfelsen.

## Infrastruktur
Das Hauptgebäude dient als Ausflugsgaststätte und war früher ein Forsthaus; es verfügt über einen Parkplatz. Der Wohnplatz liegt an der Route eines Wanderwegs, der mit einem blau-gelben Balken markiert ist und unter anderem die Verbindung mit Lauterecken sowie Sankt Germanshof schafft.